# Brévilly
Brévilly – miejscowość i gmina we Francji, w regionie Grand Est, w departamencie Ardeny.
Według danych na rok 2007 gminę zamieszkiwało 396 osób, a gęstość zaludnienia wynosiła 54 osób/km².